# Анна Руппрехт
Анна Руппрехт (нім. Anna Rupprecht) — німецька стрибунка з трампліна, дворазова чемпіонка світу. 
Золоту медаль чемпіонки світу Руппрехт завоювала в змаганні змішаних команд на чемпіонаті світу 2021 року, що проходив у німецькому Оберстдорфі. На чемпіонаті світу 2023 року в словенській Планиці вона   здобула другу золоту медаль в змаганні жіночих команд.